# Erythrodiplax hyalina
Erythrodiplax hyalina là loài chuồn chuồn trong họ Libellulidae. Loài này được Förster mô tả khoa học đầu tiên năm 1907.